# Вона
Во́на (кор. 원?, 圓?) — денежная единица Корейской империи в 1902—1910 годах, состоявшая из 100 чонов (кор. 전?, 錢?). С точки зрения этимологии слово «вона» родственно «юаню» (современной денежной единице Китая) и «иене» (денежной единице Японии), которые происходят от китайского иероглифа 圓 («круглый объект», «круглая монета»; в современном значении — «валюта»).
Вона введена в обращение в 1902 году, заменив корейский янг (кор. 양?, 兩?) в соотношении 5:1. В 1910 году, в связи с превращением Кореи в японскую колонию, вона была заменена на корейскую иену.
Выпускалась только в виде монет, банкноты не эмитировались.
Для обозначения воны использовались традиционные китайские иероглифы 圓 и 圆 или слог хангыля 원.
В настоящее время название «вона» носят национальные валюты Южной (с 1950 года) и Северной (с 1947 года) Кореи.
Название вона в русском языке происходит от словосочетания 원화 (произносится как вон(ху)а), дословно: валюта Вон.